# Симпатоадреналовая система

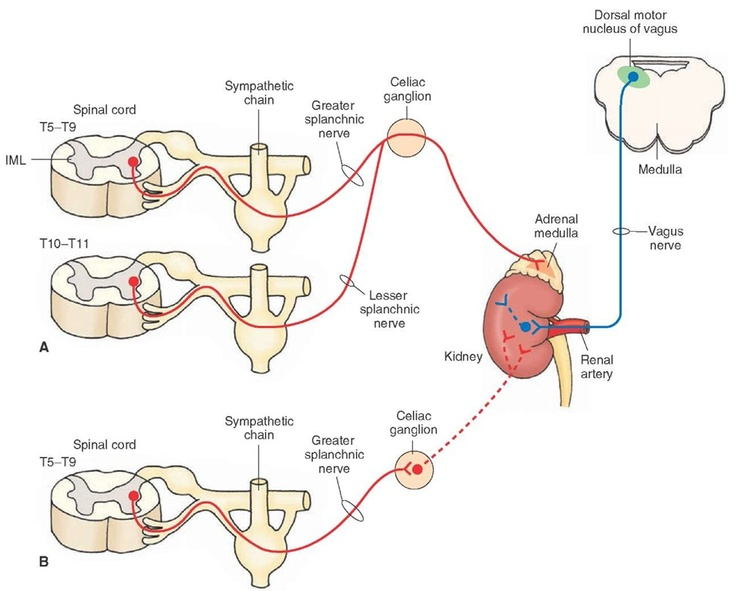
Схематическая иллюстрация структуры симпатоадреналовой системы. Начиная с симпатической нервной системы, внешний раздражитель воздействует на мозговое вещество надпочечников и вызывает высвобождение катехоламинов.

Симпатоадреналовая система — физиологическая связь между симпатической нервной системой и мозговым веществом надпочечников, играющая важнейшую роль в физиологическом ответе организма на внешние раздражители. Когда тело получает сенсорную информацию, симпатическая нервная система посылает сигнал по преганглионарным нервным волокнам симпатоадреналовой системы, которые активируют мозговое вещество надпочечников с помощью ацетилхолина. Мозговое вещество надпочечника в данной нейронной цепочке выполняет роль ганглия. После активации,  в кровь высвобождаются гормоны адреналин и норадреналин. Из-за этого симпатоадреналовая система играет большую роль в поддержании уровней глюкозы, натрия, регуляции кровяного давления и множества других метаболических процессов, связанных с реакцией организма на окружающую среду. Во время многочисленных патологических состояний, таких как гипогликемия или стресс, метаболические процессы тела искажаются. Симпатоадреналовая система возвращает тело к гомеостатическому равновесию через активацию или инактивацию надпочечников. Однако, более тяжёлые заболевания симпатоадреналовой системы, такие как феохромоцитома (опухоль в мозговом веществе надпочечников), могут повлиять на способность тела поддерживать гомеостатическое состояние. В этих случаях для восполнения функции адреналина и норадреналина используются лекарственные средства, такие как адреномиметики и бета-адреномиметики.

## Функция
Нормальная функция симпатоадреналовой системы состоит в том, чтобы помогать телу регулировать ответы на раздражители окружающей среды. Эти раздражители проходят через симпатическую нервную систему с помощью преганглионарных нервных волокон, выходящих из грудного отдела спинного мозга. Электрические импульсы, проводимые симпатической нервной системой, преобразуются в химическую реакцию в надпочечниках. Хромаффинные клетки, содержащиеся в мозговом веществе надпочечников, действуют как постганглионарные нервные волокна, которые высвобождают эту химическую реакцию в кровь. Симпатоадреналовая система может активировать и выделять химических посредников как единое целое, чтобы активировать реакцию организма «бей или беги». Этот «симпатоадреналовое выделение» вызывает увеличение частоты сердечных сокращений, сердечного выброса, повышение кровяного давления и уровней глюкозы. Эти симпатоадреналовые функции демонстрируют комбинированные реакции центральной нервной системы на множество внешних раздражителей.
Химические посредники
Два главных химических посредника симпатоадреналовой системы — это норэпинефрин и эпинефрин (также соответственно называемые норадреналин и адреналин). Эти химические вещества создаются надпочечниками после получения нейронных сигналов от симпатической нервной системы. Разные физиологические эффекты этих химических веществ зависят от конкретной ткани, на которую они воздействуют. Как часть симпатоадреналовой системы, эти вещества быстро действуют и рассеиваются, в отличие от долгосрочного эффекта гормонов.

## Стресс

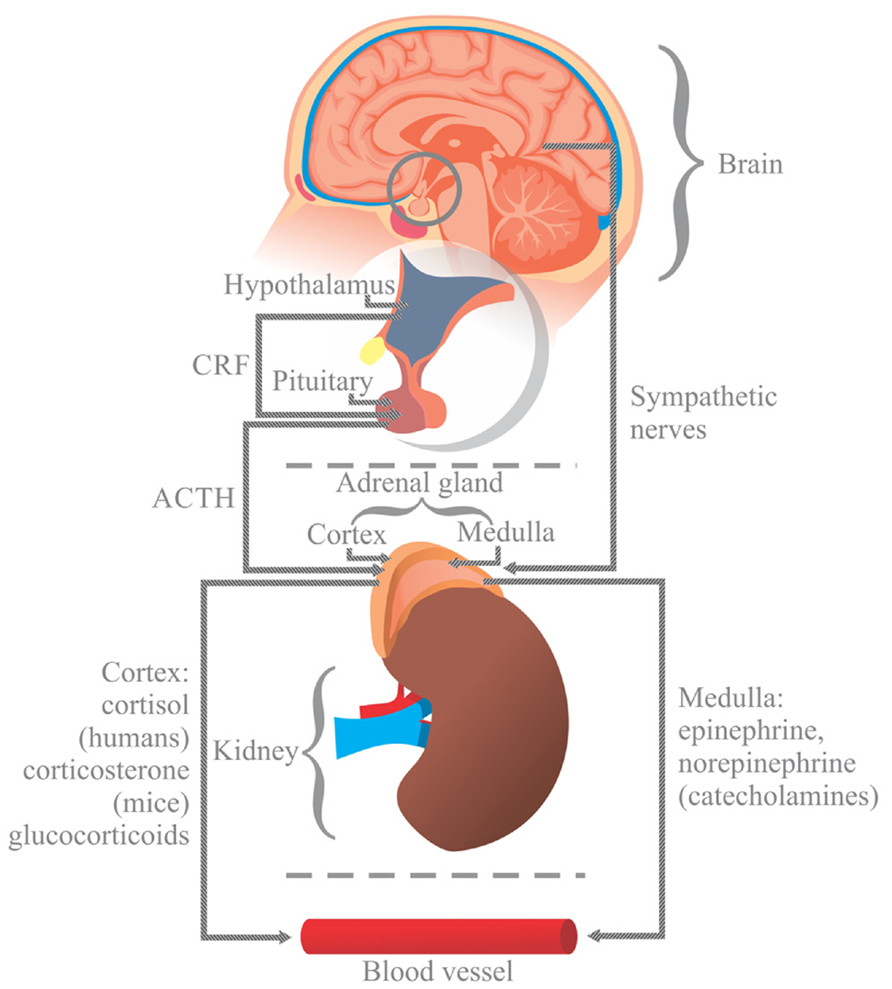
Схематическая иллюстрация симпатоадреналовой реакции на стресс.

В головном мозге получение сигнала о стрессоре гипоталамусом приводит к увеличению активности в симпатоадреналовой системе, главным образом в пределах нервов, которые посылают сигналы к надпочечникам. Это происходит через активацию кортикотропин-рилизинг-фактора (CRF), также известного как кортикотропин-рилизинг-гормон (CRH). Повышенная активность нервов надпочечников осуществляется через рецепторы кортикотропин-рилизинг-фактора в ганглиях симпатической нервной системы. Кортикотропин-рилизинг-факторы направляются в гипофиз, где они активируют выброс адренокортикотропного гормона (АКТГ). Выделение этого гормона определяется выбросом кортикотропин-рилизинг-фактора. Отсутствие высвобождения кортикотропина вызывает ослабление реакции адренокортикотропного гормона.
Адренокортикотропный гормон связывается с АКТГ рецепторами на клетках мозгового вещества и коры надпочечников, тем самым вызывая сигнальный каскад в адреномедуллярной клетке (adrenal medulla — мозговое вещество надпочечников) и в конечном итоге высвобождая нейромедиатор ацетилхолин. Нейромедиатор ацетилхолин вызывает возбуждение нервов, иннервирующих скелетные мышцы вместе с мышцами, окружающими определённые системы организма, такие как сердечно-сосудистая и дыхательная системы, вызывая, наряду с ускоренным сердечным ритмом и частотой дыхания, соответственно, увеличение силы, производимой скелетной мышечной тканью. Глюкокортикоиды (глюкокортикостероиды) также действуют во время стресса на симпатоадреналовую систему, но обеспечивают тормозную функцию для защиты организма от его собственной иммунной системы. Глюкокортикоиды подавляют реакции, производимые иммунной системой во времена стресса, которые могут повредить телу. Они также подавляют поглощение нервами катехоламинов, таких как норэпинефрин и эпинефрин (норадреналин и адреналин). Увеличение активности синтеза норэпинефрина и эпинефрина в костном мозге происходит за счет глюкокортикоидов через увеличение скорости реакции некоторых ферментов, таких как: тирозингидроксилаза, декарбоксилаза ароматических L-аминокислот, дофамин-β-гидроксилаза и N-метилтрансфераза фенилэтаноламина.

## Гипертония и ожирение
Выброс адренокортикотропного гормона обычно регулируется симпатоадреналовой системой, так как она отвечает за поддержание гомеостаза; однако, существуют особенные случаи, когда в организме присутствует избыточное количество адренокортикотропного гормона. Это вызывает гипертонию или даже синдром Кушинга. Гипертония, или высокое кровяное давление, имеет множество возможных причин, одна из которых — повышенный уровень АКТГ. Это заболевание также вызывает увеличение выброса катехоламинов во время стрессовых ситуаций. Несмотря на то, что артериальная гипертензия и синдром Кушинга не взаимосвязаны, примерно 80 % людей с диагнозом «синдром Кушинга» также страдают от гипертонии. И синдром Кушинга, в данном случае названный болезнью Кушинга, и артериальная гипертензия связаны с избыточным производством и выбросом адренокортикотропного гормона. Гипертония также может быть вызвана перепроизводством молекул, высвобожденных симпатоадреналовой системой, помимо АКТГ, таких как минералокортикоиды и глюкокортикоиды. Избыток этих молекул вызывает увеличение продукции и высвобождения катехоламинов, что приводит к повышению систолического и диастолического артериального давления, а также к увеличению частоты сердечных сокращений человека.
Набор веса может быть вызван избыточным потреблением и хранением углеводов и жиров. В нормальных условиях рецепторы гормонов надпочечников типа I и типа II опосредуют накопление углеводов и жиров во время еды. В некоторых случаях, ожирение — это следствие перепроизводства кортикоидов, что приводит к гиперактивации рецепторов типа I и типа II, отложению жира и накоплению углеводов, соответственно; более того, активация любого из этих рецепторов заставляет человека есть больше и чаще.

## Физические упражнения и метаболизм
Во время упражнений тело подвергается стрессу, из-за чего для физической активности требуется больше кислорода и энергии. В результате этого увеличивается уровень гормонов, эпинефрина и норэпинефрина, выброс которых известен как реакция организма «бей или беги». В результате увеличивается частота сердечных сокращений, что позволяет большему количеству крови проходить через кровеносную систему организма и переносить кислород, необходимый для дыхания, для улучшения кардиореспираторной функции. У тренированных людей уровни адреналина и норадреналина ниже, чем у тех, кто не так активно занимается спортом, потому что нетренированные люди испытывают больший стресс и большую нужду в кислороде и энергии, чтобы выполнять такие интенсивные упражнения. «Закалённые» спортом привыкли использовать меньше кислорода, например, при выполнении анаэробных упражнений, для того, чтобы их тело чувствовало нагрузку на протяжении долгого времени. Вместе с увеличением уровней эпинефрина и норэпинефрина, и общей симпатоадреналовой активности возрастает содержание гликогена в организме и, в частности, в мышцах, что в конечном счёте повышает уровень глюкозы, необходимой для получения энергии.
Симпатоадреналовая система влияет на обмен веществ или процессы внутри живых клеток или организмов для поддержания жизни, особенно на метаболизм глюкозы и жиров. Глюкоза, необходимый источник энергии для клеток, может подвергаться увеличению продукции из-за повышенной секреции адреналина в организме. Механизм заключается в том, что адреналин секретируется мозговым веществом надпочечников и активирует гликогенолиз (распад гликогена на глюкозу), или стимулирование глюконеогенеза (образования глюкозы). Несмотря на то, что адреналин оказывает лучшее воздействие на производство глюкозы, норадреналин также может повысить её уровни, но в высоких концентрациях. Было замечено, что норэпинефрин может играть роль в усилении поглощения глюкозы скелетными мышцами и жировой тканью. Как для жирового метаболизма, катехоламины (адреналин и норадреналин) могут стимулировать липолиз (расщепление жира), что приводит к увеличению энергии и уменьшению жировой прослойки. Это объясняет то, почему важно заниматься спортом для того, чтобы ускорить метаболизм.

## Заболевания

### Гипогликемия

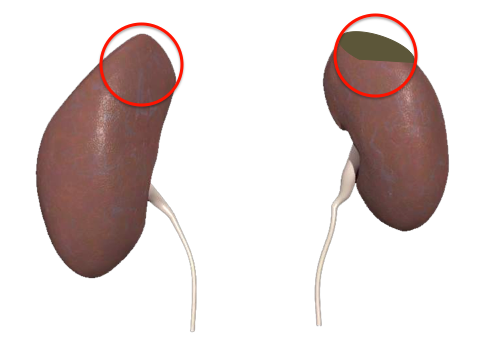
Это репрезентация почек в человеческом теле. Изображенная левая почка здорова и нормально функционирует. Изображенная правая почка имеет опухоль (показана внутри красного круга). Это заболевание называется феохромоцитомой и вызывает повышенный уровень выброса адреналина в кровеносную систему.

Гипогликемия, или низкий уровень содержания глюкозы в крови, вызывает сердечно-сосудистые физиологические эффекты в результате неправильной работы симпатоадреналовой системы. Эти физиологические изменения включают в себя учащение пульса, увеличение частоты сокращений сердца и уменьшение периферического сосудистого сопротивления. Вместе эти эффекты повышают периферическое артериальное давление, но снижают центральное артериальное давление. Это может иметь большие последствия у людей, болеющих диабетом. Гипогликемия может вызвать большую жесткость артериальных стенок и их меньшую эластичность, что в итоге снизит кровяное давление и увеличит нагрузку на сердце. Симптомы гипогликемии, относящиеся к работе симпатоадреналовой системы, включают: тревогу, тремор, аритмию, потоотделение, голод и парестезию. Также могут появиться гипотермия и неврологический дефицит. Необратимое повреждение головного мозга возникает редко, но также было замечено среди страдающих от гипогликемии. Активации системы способствуют норадреналин, ацетилхолин и адреналин. Человек может не понимать, что болеет гипогликемией, поскольку из-за снижения реакции симпатоадреналовой системы симптомы могут практически не ощущаться. Поскольку симптомы остаются незамеченными, это может привести к опасному циклу гипогликемии и повышенному риску тяжелой гипогликемии, которая может иметь серьёзные последствия.
Инсулин необходим для запуска симпатоадреналовой системы (выброс норадреналина и адреналина) в ответ гипогликемию, и тем самым поднять уровень глюкагона. Инсулин, присутствующий в головном мозге, действует на центральную нервную систему, тем самым помогая симпатоадреналовой системе инициировать ответ гипогликемии. Люди с гипогликемией должны следить за уровнем глюкозы в крови и в случае несоответствия её норме принимать глюкозу в таблетках или есть еду с высоким содержанием глюкозы. Парентеральное лечение может быть необходимо при тяжёлой гипогликемии. Если её не лечить, может возникнуть вегетативная недостаточность, связанная с гипогликемией. Активность симпатоадреналовой системы значительно снижается, поскольку изменённый гликемический порог снижает концентрацию глюкозы. Глюкоза не может эффективно регулировать свой уровень, уменьшая реакции адреналина.

### Феохромоцитома
Феохромоцитома — это редкая опухоль, которая выделяет катехоламины и влияет на симпатоадреналовую систему. Обычно она находится в мозговом веществе надпочечников, но она также может развиваться непосредственно за пределами мозгового вещества надпочечников в тканях. Симптомы заболевания включают: головные боли, потоотделение, учащённое сердцебиение, гипертонию, гипогликемию, тревогу, потерю веса, лихорадку, тошноту и сердечно-сосудистые осложнения. Феохромоцитому можно вылечить путем блокирования последствий деятельности катехоламинов. В идеале удаление опухоли является предпочтительным решением, и это следует сделать как можно скорее. В среднем есть задержка около трёх лет между появлением первых симптомов и постановкой диагноза, поскольку опухоль трудно обнаружить. Диагностика также затруднена, потому что симптомы достаточно разнообразны и довольно распространены и в других заболеваниях. Если феохромоцитома остаётся невылеченной, это может привести к фатальным последствиям, особенно для сердечно-сосудистой системы.